# Chad Hurley
Chad Meredith Hurley (Birdsboro, Pensilvania; 24 de enero de 1977) es un emprendedor y empresario estadounidense, conocido por ser uno de los cofundadores y primer director ejecutivo de YouTube.
Trabajó en la división de PayPal de eBay antes del comienzo de YouTube. En octubre de 2006, junto con sus compañeros Steve Chen y Jawed Karim, vendieron YouTube por 1650 millones de dólares a Google.
Se graduó en el Twin Valley High School de Elverson, Pensilvania, en 1995. En 2010 presentó su renuncia como director ejecutivo de YouTube. Hurley fue el principal responsable de los aspectos de etiquetado y uso compartido de videos de YouTube.

## YouTube
Hurley fundó la plataforma YouTube junto con Steve Chen y Jawed Karim en 2005. El 16 de octubre de 2006, Chen y Hurley vendieron YouTube a Google por $1.650 millones. Según Wall Street Journal, el valor de las acciones de Google que tenía Hurley a fecha de 7 de febrero de 2007 era de $345,6 millones. El precio por acción en aquel momento era de $470,01. Hurley recibió 694.087 acciones más otras 41.232 en un fideicomiso.
Los otros dos cofundadores restantes, Steve Chen y Jawed Karim, recibieron 625.366 acciones y 137.443 acciones, valoradas respectivamente en $326,2 millones y $64,6 millones. El informe del Journal se basaba en una notificación presentada por Google a la SEC el 7 de febrero de 2007.
Chad abandonó su cargo de CEO de Youtube en octubre de 2010, pasando Salar Kamangar a asumir el cargo, y comunicó que permanecería como asesor de YouTube.

## Fórmula 1
Hurley participó como un importante inversor en el US F1 Team, uno de los nuevos equipos en las carreras de automóviles de Fórmula 1 para la temporada 2010. El 2 de marzo de 2010, todo el personal fue despedido y la escudería cerró de forma definitiva. Ninguno de los principales ejecutivos como Ken Anderson, director del equipo o Peter Windsor, director deportivo, quisieron hacer comentarios sobre el fracaso de la escudería en su intento de participar en las carreras de Fórmula 1.

## Inversiones
Es copropietario de los Golden State Warriors de la NBA y del Los Angeles Football Club de la MLS.